# Vauvenargues
Vauvenargues è un comune francese di 978 abitanti situato nel dipartimento delle Bocche del Rodano della regione della Provenza-Alpi-Costa Azzurra.
Il castello di Vauvenargues è una fortezza del XIII secolo, costruita su ciò che rimaneva di un castrum romano. L’edificio medievale venne trasformato tra il 1643 e il 1667 nell’attuale castello dal procuratore generale e primo console di Aix, Henri de Clapiers. Dopo essere appartenuto a nobili provenzali, il castello venne svuotato degli arredi e fu rilevato da un ente demaniale. 
Nel 1958 l'edificio fu acquistato da Pablo Picasso che è sepolto nel suo parco.

## Società

### Evoluzione demografica
Abitanti censiti

## Galleria d'immagini

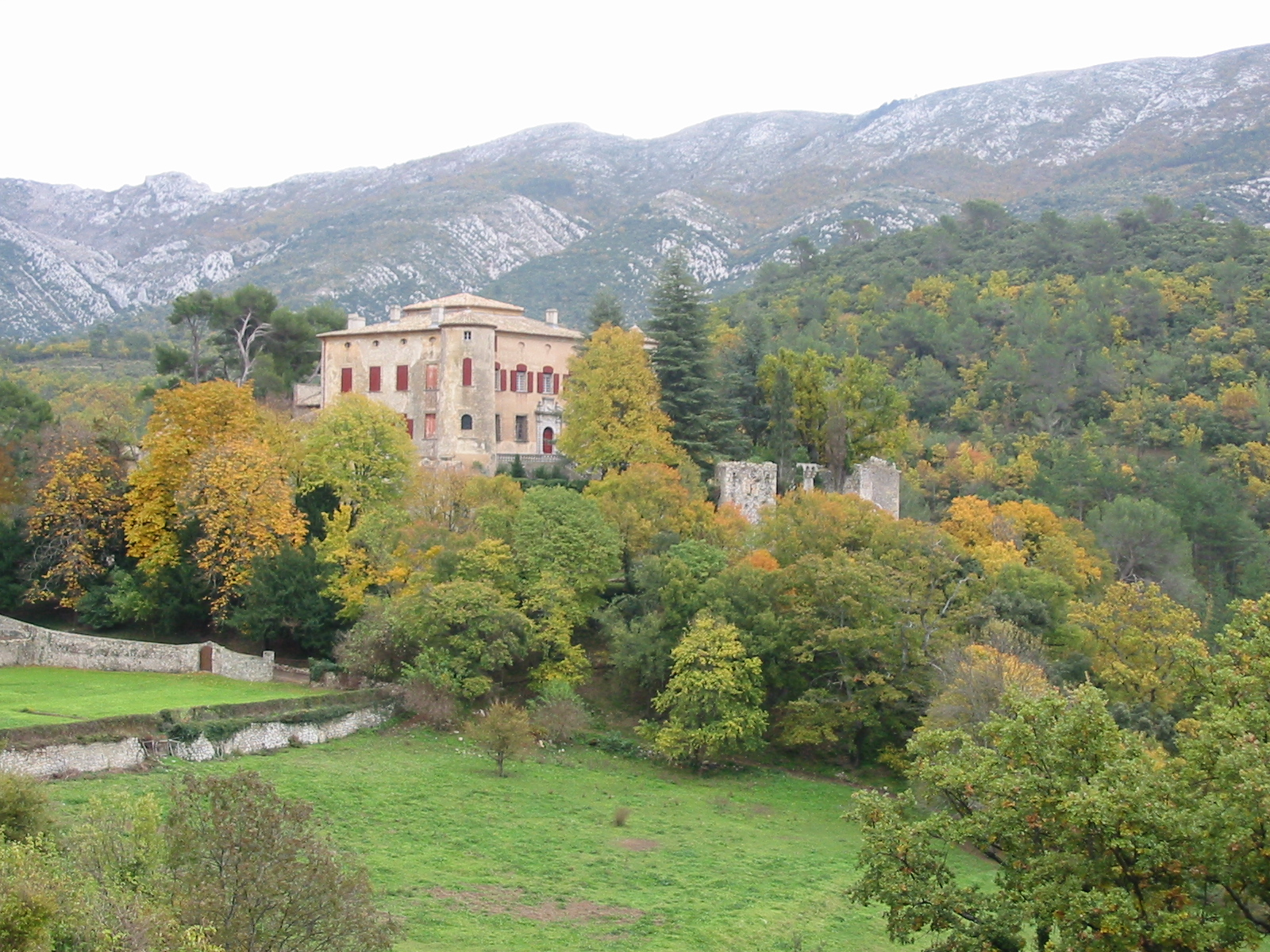
Il castello di Vauvenargues